# Schloss Eberstall (Hohenthann)

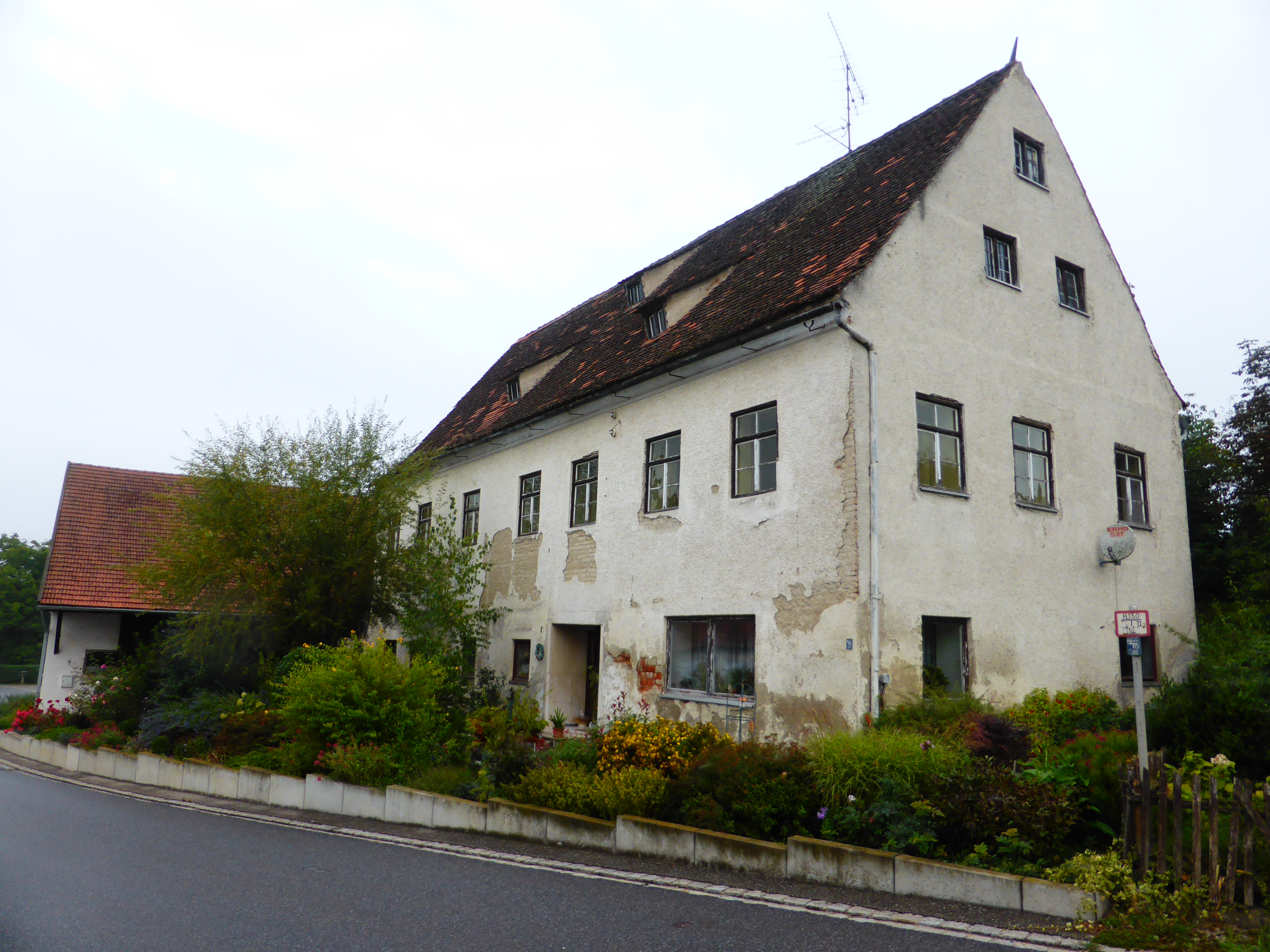
Schloss Eberstall

Das Schloss Eberstall liegt im Ortsteil Eberstall der Gemeinde Hohenthann im niederbayerischen Landkreis Landshut von Bayern (Haus Nr. 7). Die Anlage wird als denkmalgeschütztes Baudenkmal unter der Aktennummer D-2-74-141-14 geführt. Ebenso wird sie als Bodendenkmal unter der Aktennummer D-2-7338-0188 im Bayernatlas als „untertägige mittelalterliche und frühneuzeitliche Befunde im Bereich des ehem. Schlosses von Eberstall mit ehem. Nebengebäuden und Gartenanlagen, darunter die Spuren von Vorgängerbauten bzw. älteren Bauphasen und abgegangenen Gebäudeteilen“ geführt. 

## Geschichte
Ein Bruno de Eberstal ist 1120 bezeugt. Am 7. Juli 1286 gelobt Konrad von Eberstall dem Herzog Ludwig, der ihn wieder in seine Gunst aufgenommen hatte, ihm wieder mit seiner Burg wie ein Ministeriale zu dienen. 1318 besitzt ein Eberstaler einen Hof, den er vom Herzog als foedum (= Lehen)  bekommen hatte, wie aus einem Herzogsurbar hervorgeht. Am 5. September 1415 erscheint als Selbstbittzeuge und Teidinger laut einer Landshuter Gerichtsurkunde Heinrich der Wirt zu Eberstall. Am 1. Juli 1434 siegelt ein Andreas Schweibrer zu Eberstall auf einer Urkunde des Klosters Mallersdorf. Vom 30. Januar 1442 stammt ein Revers des Sigmund Schweibrer gegen den Herzog Ludwig. Dieser hatte das Gut in Eberstall in dem vergangenen Krieg gegen den Herzog in seine Gewalt gebracht und dieses dem Herzog wieder eingewortet; er verspricht, wegen des Abbruchs des Hauses keinerlei Ansprüche zu stellen. 1447 wird ein Schweibrer in der Landtafel aufgeführt. Diese Familie ist bis 1578 auf Eberstall bezeugt; im Einzelnen treten auf Andre Schweibrer (1434), Sigmund Sweibrer (1442), des Sweybrer auf Ewertsl-Clähaym (1464), Andre Schweibrer (1470), Anndre Sweybrer (1494), Christoph Schweibrer zu Eberstall und Kläham (1510–1588) und danach Lorenz Krimels Erben. Die Krimmel sind bis 1676 Herren auf Eberstall. Am 31. Mai 1676 verkauft Stefan Krimmel die Hofmark an Wilhelm Freinhuber, Mitglied des Inneren Rats zu Landshut. 1689 erscheint noch ein Ernst Freinhuber auf Eberstall. Vor 1726 wechselt der Besitz an Franz Albrecht Schrenck von Notzing. 1752 ist Eberstall im Besitz der Maria Franziska von Spitz. 1780 wird Theodor Reichsgraf von Morawitzki als Hofmarksinhaber genannt. Dieser verkauft 1788 Eberstall an seinen Bruder Max von Morawitzki. Auf Eberstall bleiben die Morawitzkis bis zu Beginn des 19. Jahrhunderts.

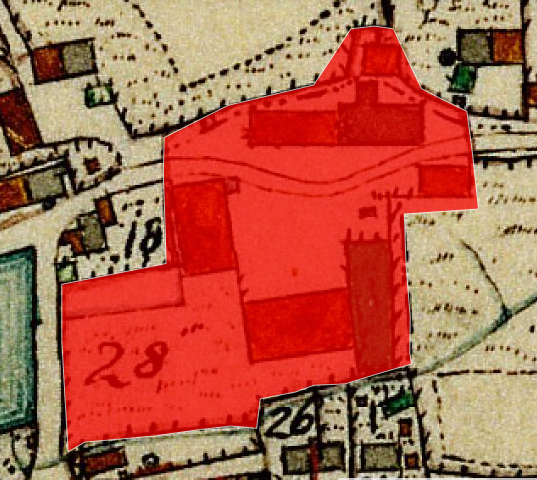
Lageplan von Schloss Eberstall auf dem Urkataster von Bayern (ca. 1830)

## Schloss Eberstall heute
Das ehemalige Schloss ist ein schlichtes zweigeschossiges und renovierungsbedürftiges Gebäude mit steilem Satteldach. Es wurde am Anfang des 18. Jahrhunderts erbaut, später aber verändert.